# Rurutu

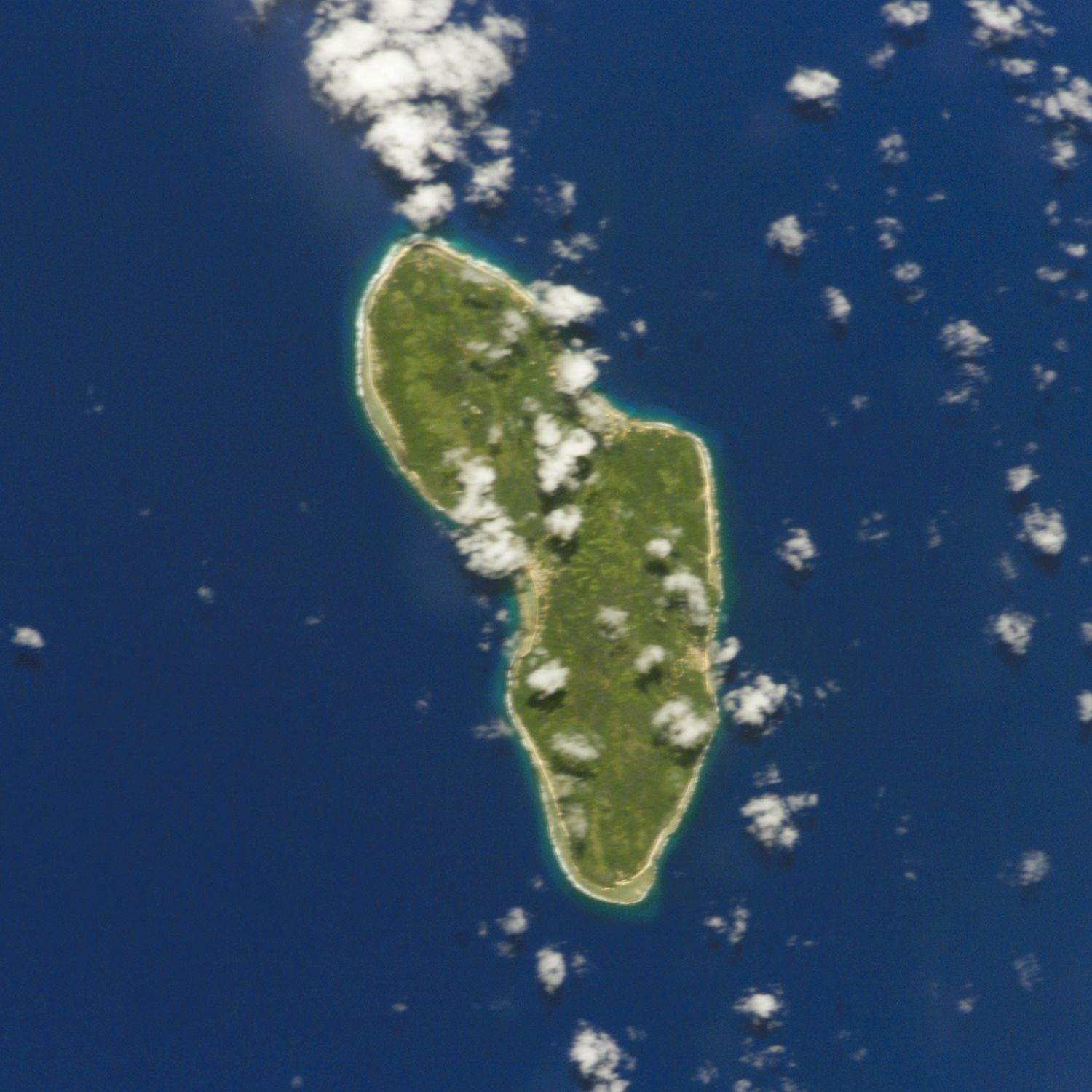
Satellietfoto

Rurutu is een eiland in de Stille Oceaan dat deel uitmaakt van de Australeilanden (Frans-Polynesië). Rurutu ligt ongeveer 572 kilometer ten zuiden van Tahiti. Hoogste punt van het eiland is Mont Manureva, die 385 meter hoog is. Er zijn drie dorpen: Moerai, Hauti en Avera. James Cook ontdekte het eiland in 1769.

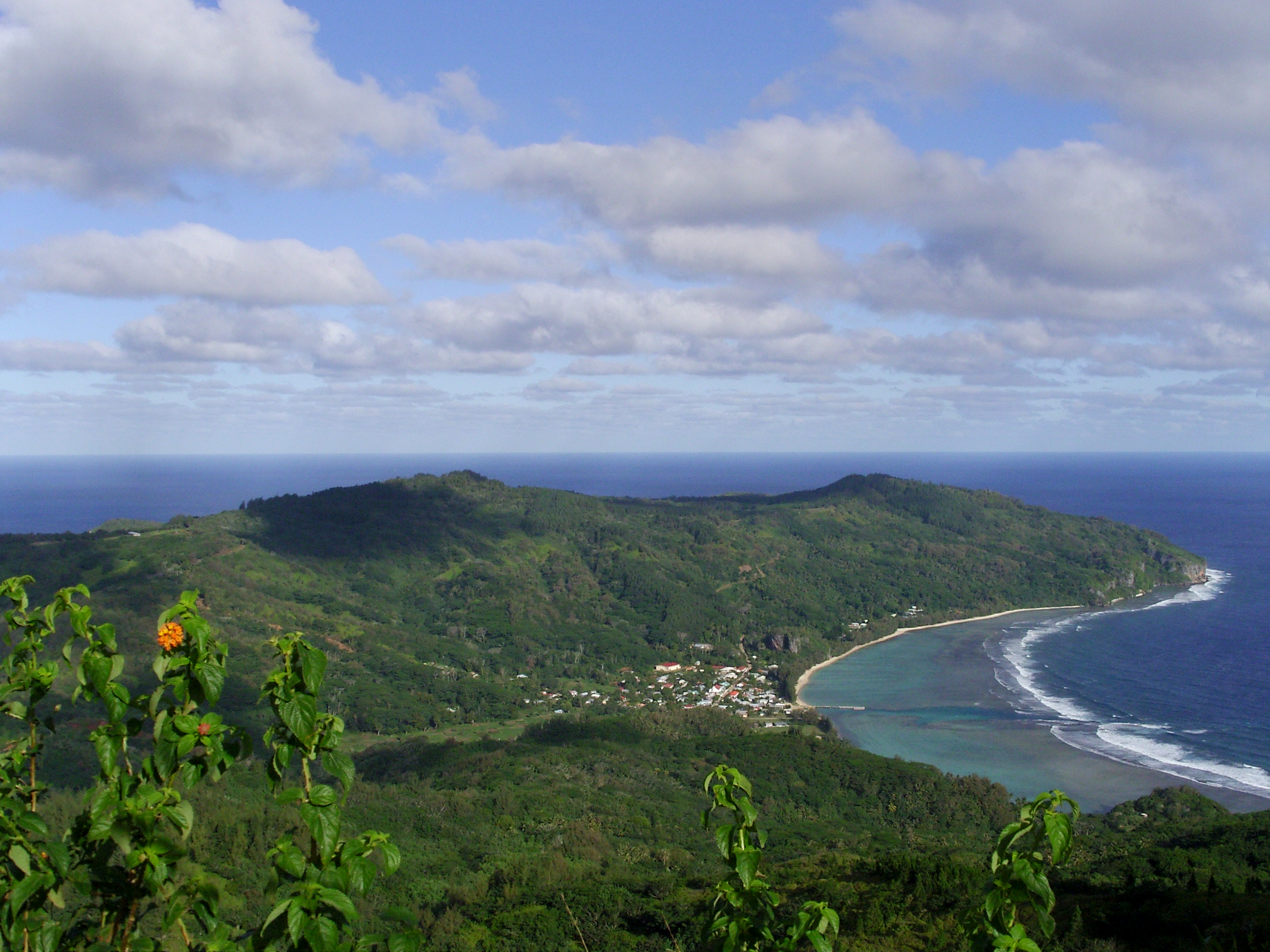
Rurutu

Tubuai-eilanden:
Îles Maria ·
Raivavae ·
Rimatara ·
Rurutu ·
Tubuai
Bass-eilanden:
Marotiri ·
Rapa Iti